# ای آی سی ای ریبونوکلئوتید
ای آی سی ای ریبونوکلئوتید (به انگلیسی: AICA ribonucleotide) با فرمول شیمیایی C9H15N4O8P یک ترکیب شیمیایی با شناسه پاب‌کم 11605 است. که جرم مولی آن ۳۳۸٫۲۱۱ گرم بر مول می‌باشد. 